# Княжеборье (Ельский район)
Княжеборье (бел. Княжабор’е) — деревня в Добрынском сельсовете Ельского района Гомельской области Беларуси.

## Административное устройство
До 15 января 2023 года входила в состав Млынокского сельсовета. В связи с объединением Добрынского и Млынокского сельсоветов Ельского района Гомельской области в одну административно-территориальную единицу — Добрынский сельсовет, включена в состав Добрынского сельсовета.

## География

### Расположение
В 3 км на восток от районного центра и железнодорожной станции Ельск (на линии Калинковичи — Овруч), в 126 км от Гомеля.

### Гидрография
На востоке и севере мелиоративные каналы, соединённые с рекой Мытва (приток реки Припять). Расположена между водохранилищами Бобруйковское и Княжеборьевское.

## Транспортная сеть
Автодорога связывает деревню с Ельском. Планировка состоит из длинной, почти прямолинейной улицы, ориентированной с юго-востока на северо-запад и застроенной двусторонне деревянными домами усадебного типа.

## История
По письменным источникам известна с XIX века как хутор в Королинской волости Мозырского уезда Минской губернии. В 1929 году организован колхоз. 38 жителей погибли на фронтах Великой Отечественной войны. В 1959 году в составе совхоза «Млынок» (центр — деревня Млынок). Действуют клуб, библиотека, фельдшерско-акушерский пункт.

## Население

### Численность
- 2004 год — 80 хозяйств, 146 жителей.

### Динамика
- 1908 год — 36 дворов, 107 жителей.
- 1917 год — 251 житель.
- 1921 год — 87 дворов, 383 жителя.
- 1959 год — 368 жителей (согласно переписи).
- 2004 год — 80 хозяйств, 146 жителей.